# Солнышкин, Николай Петрович
Николай Петрович Солнышкин (17 июня 1927, д. Красное Поле, Бельский уезд, Смоленская губерния, СССР — 31 декабря 2020) — советский и российский учёный, инженер-механик, партийный и хозяйственный деятель. Кандидат технических наук (1969), профессор (1980). Заслуженный машиностроитель РСФСР (1991). Почётный гражданин города Пскова (2003).

## Биография
Николай Петрович Солнышкин родился 17 июня 1927 года на территории современной Тверской области. Свою трудовую деятельность начал подростком в колхозе в годы Великой Отечественной воины. По окончании Горьковского индустриального техникума и Горьковского политехнического института работал технологом на Горьковском заводе фрезерных станков (1950—1954), а позднее (1954—1959) — в Ленинграде на заводе «Ленстанколит» и станкостроительном заводе имени Свердлова ведущим технологом, заместителем начальника механосборочного цеха, начальником производства.
В 1959 году Солнышкин был направлен в Псков, где работал главным инженером, а позднее директором Псковского машиностроительного завода. Под его руководством было завершено строительство завода, освоено производство большого количества сложных машин, оборудования для производства химических волокон и комплектования металлорежущих станков. С 1966 по 1972 годы он занимал пост второго секретаря Псковского горкома КПСС по промышленности и строительству. Благодаря его активной деятельности на предприятиях города ежегодно на 4—8 % возрастал объём производства, успешно решались вопросы научно-технического прогресса, особое внимание уделялось строительству общегородских объектов социальной сферы.
В 1972 году Николай Петрович Солнышкин возглавил псковский филиал Ленинградского политехнического института (позднее Псковский государственный политехнический институт, в 2010 году вошёл в состав Псковского государственного университета), которым бессменно руководил до 1994 года. В 1974 году организовал кафедру технологии машиностроения, которую возглавлял на протяжении 30 лет.
Николай Петрович является автором более 160 научных трудов и 4 изобретений. Многие разработки руководимой им кафедры внедрены в производство на заводах Пскова.
Николай Петрович Солнышкин неоднократно избирался депутатом Псковского городского Совета народных депутатов, Псковского областного совета профсоюзов, председателем Псковской городской организации общества «Знание», а также в руководящие органы других общественных организаций.
Постановлением Псковской городской Думы от 8 июля 2003 года № 107 «за выдающиеся заслуги в развитии города, получившие широкое общественное признание в городе Пскове и за его пределами» Николаю Петровичу Солнышкину присвоено звание «Почётный гражданин города Пскова».